# Puntate di Spartacus - Gli dei dell'arena
La miniserie Spartacus - Gli dei dell'arena è composta da sei episodi, andati in onda nel 2011. 
| nº | Titolo originale    | Titolo italiano     | Prima TV USA     | Prima TV Italia   | Prima TV Italia (versione integrale) |
| -- | ------------------- | ------------------- | ---------------- | ----------------- | ------------------------------------ |
| 1  | Past Transgressions | Peccati del passato | 21 gennaio 2011  | 25 agosto 2011    | 28 agosto 2011                       |
| 2  | Missio              | Graditi ospiti      | 28 gennaio 2011  | 1º settembre 2011 | 4 settembre 2011                     |
| 3  | Pater Familias      | Pater familias      | 4 febbraio 2011  | 8 settembre 2011  | 11 settembre 2011                    |
| 4  | Beneath the Mask    | Sotto la maschera   | 11 febbraio 2011 | 15 settembre 2011 | 18 settembre 2011                    |
| 5  | Reckoning           | La resa dei conti   | 18 febbraio 2011 | 22 settembre 2011 | 25 settembre 2011                    |
| 6  | The Bitter End      | Libertà amara       | 25 febbraio 2011 | 29 settembre 2011 | 2 ottobre 2011                       |

## Peccati del passato
- Titolo originale: Past Transgressions
- Diretta da: Jesse Warn
- Scritta da: Steven S. DeKnight

### Trama
Circa cinque anni prima dell'arrivo di Spartacus, Quinto Batiato si ritrova ad amministrare il ludus (palestra di gladiatori) di suo padre, mentre suo padre è in Sicilia dove vive in semi-pensionamento. Alla ricerca della fama, lui (con il supporto del suo vecchio amico Solonio) cerca di ottenere il favore di un nobile locale, Tullio, comprando per cinquanta denari uno schiavo gallo che ne vale solo dieci di nome Crisso, notando il suo potenziale di grande guerriero. Arrivato al ludus, Crisso incontra presto il gladiatore veterano Enomao (che ha una moglie schiava di nome Melitta), assieme a tre reclute fra cui Ashur che si stanno addestrando per diventare gladiatori. Nel frattempo, Lucrezia accoglie con favore l'improvviso ritorno a Capua di Gaia, un'amica da poco vedova che è attratta sia dalle delizie del ludus che dall'oppio. Nel tentativo di partecipare ai giochi di apertura dell'arena che sarà presto completata, Batiato sceglie il suo gladiatore più abile, Gannicus il Celta, campione originario della Casa, per un duello mortale al mercato. Anche se costretto a combattere bendato, Gannicus sconfigge il campione di Vezio, giovane proprietario del ludus rivale. La sera stessa, Batiato si reca da Vezio per concordare il numero dei propri gladiatori che parteciperanno ai giochi di apertura della nuova arena, ma scopre che Vezio è soltanto un uomo di Tullio. Tullio gli nega la partecipazione ai giochi, tuttavia si offre di acquistare Gannicus per duecento denari. Sorpreso, Batiato rifiuta l'offerta e per questo la sua guardia del corpo viene sgozzata, mentre lui viene selvaggiamente picchiato.

## Graditi ospiti
- Titolo originale: Missio
- Diretta da: Rick Jacobson
- Scritta da: Maurissa Tancharoen e Jed Whedon

### Trama
È passata una settimana dall'omicidio della sua guardia del corpo e dal pestaggio brutale degli uomini di Tullio. Batiato si sta ancora riprendendo dalle ferite quando Tullio gli manda un messaggio, tramite Solonio, e si offre di raddoppiare la sua offerta per Gannicus a quattrocento denari. Batiato però non vuole scendere a compromessi e pianifica la propria vendetta con l'aiuto di tre reclute, fra cui Ashur. Saputo che Quintilio Varo si sta recando a Capua per organizzare nuovi giochi, incontrare Vezio e selezionare dal suo ludus i gladiatori che parteciperanno, Batiato ordina alle tre reclute di rapire Vezio, promettendo loro in cambio il marchio della confraternita. Vezio viene fermato così da una delle reclute, che si finge un uomo di Varo e chiede di essere seguito all'arena: il suo padrone ha cambiato all'ultimo momento il luogo dell'appuntamento perché vuole visitare l'arena in costruzione. Con questa scusa, l'uomo attira Vezio e i suoi uomini in un vicolo isolato, dove le reclute uccidono tutte le guardie, tramortiscono Vezio  e gli urinano addosso. Ashur uccide, seppur con dispiacere, la recluta che aveva attirato Vezio in trappola, così come gli aveva ordinato Quinto, in modo che lo schiavo non sia riconosciuto dal romano.
Nel frattempo, Gaia e Lucrezia fingono di imbattersi in Varo e - dato che Vezio non si presenta all'appuntamento - si offrono di farlo aspettare a casa di Batiato, dove questo si finge sorpreso per la presenza di Varo e offre i servizi del suo ludus. Per dare una dimostrazione, Gaia propone un duello fra i gladiatori Gannicus e Crisso che su richiesta di Varo sono costretti a combattere con armi vere. Lo scontro viene vinto, seppur con difficoltà, da Gannicus, con Gaia che decide di graziare lo sconfitto Crisso. Piacevolmente sorpreso, Varo rientra in casa, mentre Gaia ordina a Batiato di ungere Gannicus e di portarlo entro un'ora al cospetto di Varo per sfruttare, a detta della donna, i suoi "appetiti particolari".
Batiato si reca dal maestro, ordinandogli di ungere Gannicus e di marchiare Ashur e Dagan (l'altra recluta che ha partecipato all'agguato), ma il maestro si rifiuta e critica apertamente Batiato per come gestisce il ludus. A questo punto Batiato perde le staffe, ribadendo al maestro che deve obbedire ai suoi ordini e lo sostituisce con Enomao. In seguito Ashur e Dagan vengono marchiati, diventando gladiatori a tutti gli effetti, ma non ottengono il rispetto degli altri perché non si sono sottoposti alla prova finale dell'addestramento. Umiliato, il maestro aggredisce di sorpresa Enomao e lo costringe a un duello mortale, al termine del quale Enomao lo uccide. Nel frattempo, all'interno del ludus, Varo cambia idea all'ultimo minuto, ordinando a Gannicus e Melitta di fare sesso. L'esperienza lascia entrambi turbati, ma permette a Batiato di ottenere il primus per Gannicus nei giochi in arrivo.

## Pater familias
- Titolo originale: Pater familias
- Diretta da: Michael Hurst
- Scritta da: Aaron Helbing e Todd Helbing

### Trama
Quinto Batiato è contento di aver ottenuto il primus per Gannicus. Lui e gli altri non sono, tuttavia, preparati all'improvviso ritorno di Tito, pater familias (proprietario del ludus) e padre di Batiato che disprezza da sempre le capacità imprenditoriali di suo figlio. Ride quando sente che Gannicus rappresenterà la casa nei giochi e si prepara a fare ammenda con Tullio, danneggiando così la maggior parte dei piani del giovane Batiato. Tito, infatti, riesce a riparare i rapporti con Tullio, accettando di far combattere quattro dei propri uomini l'uno contro l'altro in due duelli pomeridiani dei giochi di Varo. Una volta soli, Quinto protesta con il padre per la decisione scellerata e il padre si arrabbia, rispondendo che questa è la punizione per aver manipolato uomini di rango più elevato. Subito dopo però, Tito si calma dicendo al figlio che queste sono persone pericolose, e lui sta solo cercando di proteggerlo. Mentre padre e figlio sono in città, Varo torna alla villa di Batiato con un amico, Cossuzio che vuole provare i piaceri della casa, usando la schiava vergine Diona. Nell'arena Auctus, l'amante di Barca, e il nuovo arrivato Crisso duellano nel secondo scontro pomeridiano e dopo una dura lotta Crisso uccide il suo avversario, guadagnando così il marchio della confraternita. Sorpreso dalla recluta acquistata da suo figlio, il padre riconosce un po' di merito alle azioni e alle capacità di Quinto e decide di non lasciare mai più il ludus, con grande dispiacere del figlio.

## Sotto la maschera
- Titolo originale: Beneath the Mask
- Diretta da: Brendan Maher
- Scritta da: Seamus Kevin Fahey e Misha Green

### Trama
Le tensioni tra il giovane e l'anziano Batiato continuano, in particolare nella vecchia arena in cui l'anziano ricorda continuamente a suo figlio il suo posto e la sua posizione. A casa, anche le donne romane hanno difficoltà ad accettare la presenza continua e ingombrante del pater familias.
Quando Gaia incontra un conoscente al mercato e lo presenta a Lucrezia, lui commenta immediatamente i piaceri disponibili a casa di Batiato. Gaia vede di nuovo un'opportunità, ma l'anziano Batiato non perdonerebbe mai tale dissolutezza. Suo figlio, tuttavia, riesce a convincerlo a partire insieme per Napoli, apparentemente per acquistare nuovi schiavi e godersi l'aria fresca del mare. Lucrezia accetta di procedere alla festa, con Solonio come accompagnatore, e la notte sembra andare bene, fino all'arrivo inaspettato di Tullio, che desidera combattere contro Gannicus che, su consiglio di Enomao, si fa sconfiggere di proposito. Mentre si riprende dalle ferite, Gannicus condivide un momento intimo con Melitta. Nel frattempo, Gaia si apparta in una stanza con Tullio per sedurlo e ottenerne i favori per sé e la casa di Batiato. All'inizio Tullio sembra cedere, specie quando Gaia parla della relazione clandestina che hanno avuto in gioventù, ma poi decide di ucciderla. L'improvviso ritorno del padre di Batiato non fa che peggiorare la situazione, soprattutto per Lucrezia. 

## La resa dei conti
- Titolo originale: Reckoning
- Diretta da: John Fawcett
- Scritta da: Brent Fletcher

### Trama
Al termine della festa, quando Tullio e gli altri ospiti sono andati via, Tito e gli altri scoprono il cadavere di Gaia. Per evitare problemi, l'anziano Batiato ordina di gettare il corpo dall'altura su cui si trova la casa nonostante le suppliche di Lucrezia. Profondamente contrariato per gli eventi, Tito impone un ultimatum a Quinto che entro due giorni dovrà scegliere se ripudiare sua moglie o andarsene con lei senza un soldo. Quinto tenta di guadagnare tempo, finendo per litigare con Lucrezia che teme di essere ripudiata. La donna escogita anche la propria soluzione al desiderio del marito di avere un figlio, ordinando a Crisso di fare periodicamente sesso con lei. Nel frattempo, Tito annuncia una serie di scontri a coppie per determinare il valore dei gladiatori, con gli sconfitti che saranno mandati alle miniere. Tullio visita di nuovo il ludus, chiedendo ancora di comprare Gannicus in cambio degli scontri iniziali nei giochi di apertura della nuova arena. Nel frattempo, Melitta e Gannicus si desiderano sempre di più, ma Gannicus, avvertendo la disperazione negli occhi di lei, abbassa deliberatamente la guardia, permettendo a Crisso di vincere e siglare la propria vendita a Tullio. Le condizioni di Tito, improvvisamente debole e costretto a letto, preoccupano Quinto che si rivolge al medico. Arrivato il medico, questo dice che la situazione è disperata, ma che può ancora salvare Tito se troveranno rapidamente le erbe necessarie. Quinto, Enomao e il medico escono rapidamente per andare al mercato e comprare le erbe, lasciando Lucrezia sola con Tito. Rimasti soli, la donna confessa all'uomo di aver avvelenato il vino mielato regalato da Tullio, in modo che lui muoia e Tullio sia ucciso per vendetta da Quinto. Tito allora cerca di reagire, afferrando il collo di Lucrezia, ma ormai è troppo debole e muore stroncato dal veleno. Nel frattempo, Melitta prende una giara del vino avvelenato, si apparta con Gannicus e dopo un rapporto con lui gli offre un po' di vino per sancire la fine della loro relazione. Gannicus riconosce che sia giusto finire la relazione, ma rifiuta il vino che viene bevuto solo da Melitta. Melitta si sente presto male, morendo poco dopo fra le braccia e la disperazione di Gannicus. Quando Quinto ed Enomao tornano a casa sono sconvolti e non possono far altro che piangere i loro morti.

## Libertà amara
- Titolo originale: The Bitter End
- Diretta da: Rick Jacobson
- Scritta da: Steven S. DeKnight

### Trama
Batiato cerca vendetta contro Tullio per tutto ciò che gli è accaduto, inclusa la morte di suo padre. Gannicus spinge Batiato a completare la sua vendita a Tullio in modo che possa cercare vendetta per la Casa di Batiato uccidendo lo stesso Tullio, ma Solonio consiglia cautela e una soluzione più sensata, seppure definitiva. Nel frattempo, Naevia sostituisce Melitta come schiava del corpo personale di Lucrezia, che le promette che nessun uomo la toccherà mai come è successo a Diona. Alla fine, Tullio e Vezio cadono entrambi nella trappola: Tullio viene accoltellato e cementato vivo nelle fondamenta della nuova arena, e il giorno di inaugurazione della nuova arena di Capua, Vezio informa della vendita del suo ludus a Solonio e parte per Antiochia. Batiato ora ha un nuovo rivale, il suo ex amico che ha allontanato a causa dei suoi continui rimproveri ed è disposto a usare i suoi metodi contro di lui. I giochi di apertura iniziano con l'esecuzione di schiavi fuggitivi catturati (compresa Diona). Alla fine, in gioco restano tre gladiatori di Batiato, ovvero Gannicus, Crisso e Ashur, e il più possente e abile dei gladiatori di Solonio. Ashur propone a Crisso di unire le forze per uccidere Gannicus e poi stabilire chi sia il campione con un combattimento tra loro, ma Crisso reagisce ferendo Ashur alla gamba (che lo terrà invalidato per anni) per poi sbatterlo fuori dal cerchio di fiamme, in quanto vuole affrontare Gannicus da solo. Lo stesso Crisso finisce però spinto fuori dal cerchio infuocato durante la colluttazione con Gannicus e il gladiatore nemico, lasciando soltanto Gannicus a rappresentare la casa di Batiato. Rimasto disarmato e a terra, Gannicus trova la forza di rialzarsi dopo aver incrociato gli occhi di Enomao, spezza la lancia nemica e ne utilizza la punta per fracassare il volto dell'avversario, trionfando. Gannicus (su suggerimento di Solonio) riceve la sua libertà dal magistrato. Gannicus lascia presto il ludus, ma non prima di affidare la sua collana di campione a Crisso.
Batiato promette che andrà avanti per la propria strada e farà crescere la sua fama e la sua casa a dispetto di Solonio. La scena si sposta a pochi anni dopo. Batiato giace agonizzante a terra dopo che Spartacus gli ha tagliato la gola. È circondato dai gladiatori ribelli, sporchi di sangue dopo aver sterminato tutti gli ospiti della casa. Accanto a lui si trova Lucrezia, incinta e gravemente ferita. Prima di morire Batiato riesce ad ascoltare il discorso di Spartacus che inneggia alla libertà e alla ribellione.